# Остлер, Трент
Трент Джордан Остлер (англ. Trent Jordan Ostler; род. 3 апреля 2002, Субиако) — австралийский футболист, атакующий полузащитник клуба «Перт Глори».

## Клубная карьера
Остлер — воспитанник клубов «Перт Ред Стар» и «Перт Глори». 7 августа 2019 года в поединке Кубка Австралии против «Вестерн Сидней Уондерерс» игрок дебютировал за основной состав последних. 3 апреля 2022 года в матче против «Макартура» он дебютировал в А-Лиге. В этом же поединке Трент забил свой первый гол за «Перт Глори». 

## Международная карьера
В 2019 году в составе юношеской сборной Австралии Остлер принял участие в юношеском чемпионате мира в Бразилии. На турнире он сыграл в матчах против команд Эквадора и Франции.